# Iñaki Martín
Joseba Iñaki Martín García (San Sebastián, 27 agosto 1978) è un allenatore di pallacanestro spagnolo.